# Östliche Han-Dynastie
Als die Östliche Han-Dynastie wird in der chinesischen Geschichte die zweite Periode der Han-Dynastie bezeichnet, die eine Wiedererrichtung der Dynastie nach der Usurpation von Wang Mang darstellte. Die Östliche Han-Dynastie erhält ihren Namen durch die Lage der Hauptstadt Luoyang, die in Relation zur Hauptstadt der Westlichen Han-Dynastie, Chang’an, weiter östlich gelegen ist. Die Östliche Han-Dynastie begann mit dem Jahr 25, als Liu Xiu sich zum Kaiser der Han ausrief und endete mit der Absetzung des letzten Han-Kaisers im Jahr 220. Im Vergleich zur ersten Periode der Han-Dynastie fällt die zweite Periode politisch schwächer aus.

## Überblick
Als sich die Bauern im „Aufstand der Roten Augenbrauen“ gegen Wang Mangs Regierung erhoben, nahmen auch drei Verwandte des Han-Kaiserhauses daran teil. Liu Xiu war nur ein entfernter Verwandter des letzten Westlichen Han-Kaisers. Infolge der Machtzentralisierung hatte seine Familie fast alle Privilegien verloren. Während der Rebellion gegen Wang Mang konnte Liu Xiu jedoch Unterstützung sowohl von den von Wang Mangs Reformen gekränkten Großgrundbesitzern erhalten als auch von den Bauern, die durch Naturkatastrophen und schlecht durchgeführte Reformen doppelt belastet wurden. Schließlich rief Liu Xiu sich zum Kaiser aus und legte Luoyang als Hauptstadt der neuen Dynastie fest. Es dauerte allerdings weitere 15 Jahre, bis Liu Xiu das gesamte Land unter Kontrolle bringen und alle Aufstände niederschlagen konnte.
Bereits seit Ende der Westlichen Han-Dynastie kam in China Alchemie in die Mode. Besonders die Herrschenden suchten in der Alchemie Mittel zur Unsterblichkeit. Ironischerweise enthalten fast alle „Elixiere“ der damaligen Zeit Quecksilber, Phosphor und Schwefel. So kam es, dass fast alle Östlichen Han-Kaiser früh starben und, wenn überhaupt, unmündige Kinder oder gar Säuglinge als Nachfolger hinterließen. Abgesehen von den ersten drei Kaisern waren alle Östlichen Han-Kaiser zu Beginn ihrer Herrschaft minderjährig. Die Regentschaft übten regelmäßig ihre Mütter aus. Diese ebenfalls noch jungen, politisch unerfahrenen Kaiserinwitwen suchten in ihrem Regierungsgeschäft oft den Rat von ihren Vertrauten, und diese waren entweder ihre Verwandten (Väter, Brüder) oder Eunuchen. So kam es, dass während der Östlichen Han-Dynastie bestimmte Familien und die Eunuchen immense Macht ausübten und sogar Kaiser absetzen konnten.
Der Niedergang des mächtigen Han-Reiches wurden von diversen Entwicklungen eingeleitet. Am Kaiserhof brachen oft brutal geführte Machtkämpfe zwischen verschiedenen Gruppierungen aus, die um Einfluss rangen, wobei die letzten Han-Kaiser zunehmend zu Marionetten von Hoffraktionen wurden und ihnen zunehmend die Kontrolle über die Zentralverwaltung und die Armee entglitt. Dem entsprach ein wachsender Einfluss sehr reicher und mächtiger Großgrundbesitzerfamilien, die lokal immer mehr an Macht gewannen, was ebenfalls auf Kosten der kaiserlichen Zentralregierung ging. So wurde in den Provinzen deren Patronage für Militärführer oft wichtiger als eine Anbindung an den fernen Kaiserhof. Zuletzt entstanden zudem Unruhen im Land, die nicht mehr kontrolliert werden konnten.
Die gesellschaftlichen Probleme, die schon der westlichen Han-Dynastie und Wang Mang zum Verhängnis wurden, blieben ungelöst. Die ungleiche Verteilung des Landes und die horrenden Steuern (in manchen Jahren sogar über 50 %) lasteten weiterhin schwer auf den Bauern. Die lokalen Großgrundbesitzer bauten ein Klientelsystem auf. Sie waren nun nicht mehr nur die Besitzer des Landes, das die Bauern bearbeiteten, sondern auch ihre Beschützer. In dieser Funktion bewaffneten sie die Bauern. Da die Zentralregierung schwächlich und ständig in innere Kämpfe verwickelt war, hatten die lokalen Mächte im Land viel Freiheit, um ihre eigene Machtbasis aufzubauen.
Den Todesstoß gab der Dynastie der „Aufstand der Gelben Turbane“, so genannt, weil die Aufständischen im Feld einen gelben Turban als Erkennungszeichen trugen. Der Organisator des Aufstandes Zhang Jiao war Gründer einer daoistischen Sekte. Er gab an, dass er ein Elixier besitze, das Krankheit heilen könne und das er ohne Gegenleistung an die Bauern weitergeben würde. Besonders unter Bauern und Handwerkern fand die Sekte großen Zulauf. Nach kürzester Zeit hatte er bereits über 300.000 Anhänger, die er militärisch organisierte. 184 gab er die Losung zum Aufstand aus, und binnen kürzester Zeit gab es überall in China gut organisierte Aufständische. Um den Aufstand zu bekämpfen, rief der Kaiserhof die lokalen Großgrundbesitzer und ihre paramilitärischen Organisationen zu Hilfe.
Der Aufstand konnte zwar schnell niedergeschlagen werden, doch war das Land jetzt mit zahlreichen Warlords übersät, die dem Ruf des Kaiserhofs gefolgt waren und nun ihrerseits nach Macht strebten. Nach mehr als 10 Jahren Kampf bildeten sich allmählich drei Mächte heraus, wobei Cao Cao den gesamten mittleren und unteren Lauf des Gelben Flusses besetzte und den Kaiser in seine Gewalt brachte. Im Namen des Kaisers führte Cao nun seine militärischen Unternehmungen aus und war die stärkste Kraft in China. Doch bevor er nicht ganz China geeint hatte, wagte der vorsichtige Cao nicht, den Kaiser vom Thron zu stoßen. Erst sein Sohn Cao Pi setzte den Han-Kaiser ab und begründete die Wei-Dynastie.

## Kultur

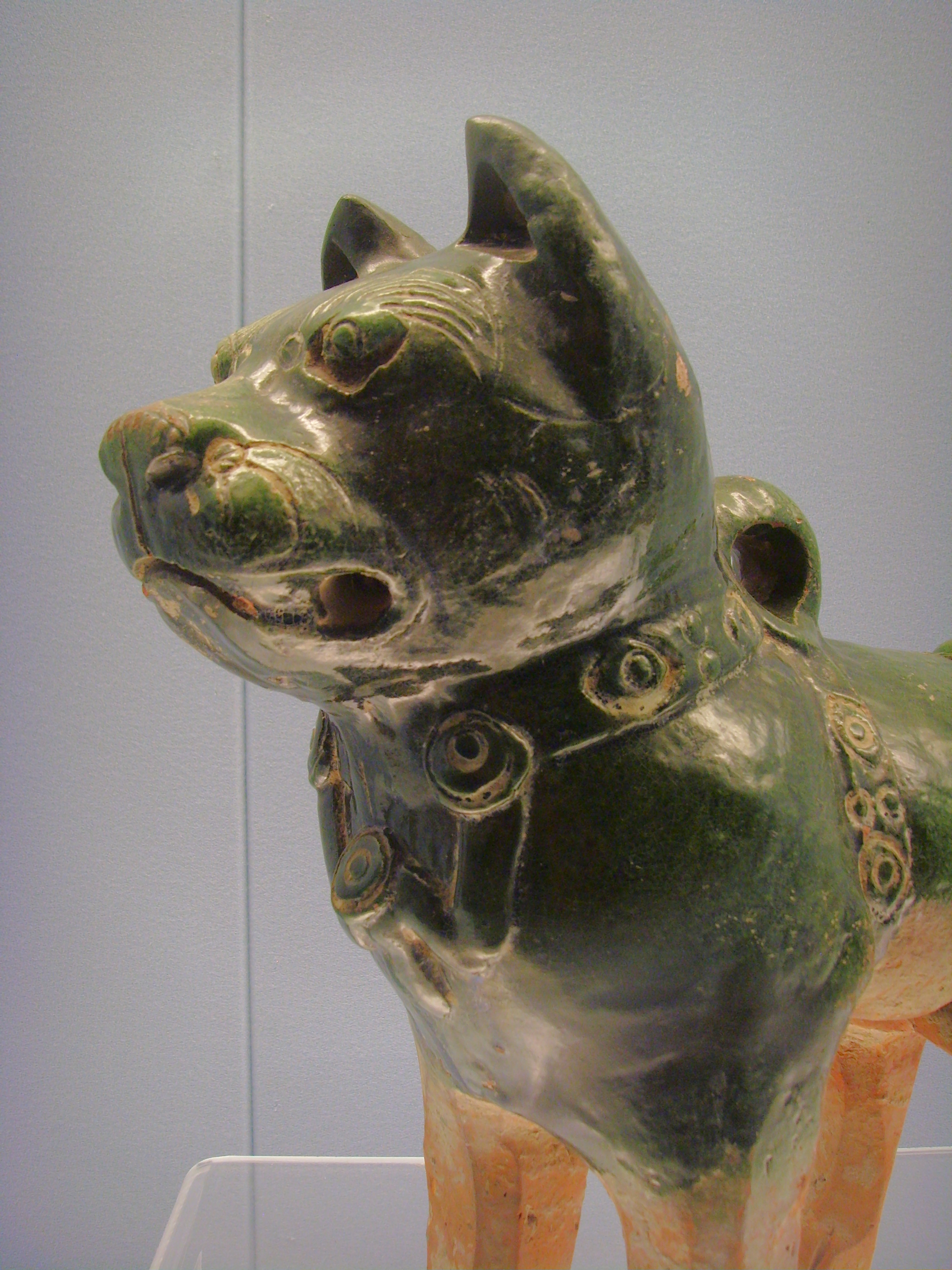
Grün glasierter Keramik-Hund

Während der Östlichen Han-Zeit breitete sich der Buddhismus schnell in China aus. Über die Seidenstraße kamen immer wieder buddhistische Mönche nach China und brachten buddhistische Texte mit, die eifrig ins Chinesische übersetzt wurden.
Während der Östlichen Han-Dynastie erlebten die Gedichte mit fünf Schriftzeichen pro Zeile einen Höhenpunkt. Ein sehr bekanntes Beispiel ist das Gedicht in Sieben Schritten von Cao Zhi: „Bohnenstange brennt unter dem Topf, die Bohnen weinen im Topf: wir sind von gleicher Wurzel, warum bedrängst Du mich so?“ Das Gedicht wurde vom Bruder des oben erwähnten Kaiser Cao Pi geschrieben. Nach seiner Krönung befürchtete dieser, dass sein Bruder, den er um seine Intelligenz schon immer beneidet hatte, ihm gefährlich werden könnte. So befahl er Cao Zhi zu sich und verlangte von ihm, dass er innerhalb von sieben Schritten ein Gedicht mit fünf Schriftzeichen pro Zeile aufsage, um nicht geköpft zu werden.
In vielen freigelegten Gräbern der Östlichen Han-Zeit hat man Wandmalereien entdeckt. Diese Kunstform erlangte in diese Epoche besondere Beliebtheit. Nach Darstellung zeitgenössischer Texte waren fast alle Häuser, Paläste und Tempel mit Wandmalereien bedeckt.

## Technik und Wissenschaft
Der bedeutendste Wissenschaftler der Zeit war Zhang Heng. Zhang Heng hatte vor allem in der Astronomie großes geleistet, wobei er allerdings noch von der Erde als Zentrum des Universums ausging. Nach diesem Modell baute er ein Gerät, das einen wassergetriebenen Himmelsglobus darstellte. Er war der erste Chinese, der in seinem Werk die Ursache der Sonnen- und Mondfinsternisse korrekt beschrieb. Angeblich entwickelte er auch ein Instrument, mit dem man Erschütterungen der Erde aus weiter Ferne erkennen konnte.
In der Medizin erlangte der Arzt Hua Tuo, der zu Ende der Epoche lebte, große Berühmtheit. Er soll einen (wahrscheinlich alkoholhaltigen) Trank erfunden haben, mit dem chirurgische Eingriffe schmerzfrei durchgeführt werden konnten. Auf diese Weise soll er sogar Kopfoperationen durchgeführt haben. Außerdem entwickelte er als gymnastische Heilmethode eine Form des Qigong.